# Tuc del Pla de l'Home
El Tuc deth Plan deth Ome (en català Tuc del Pla de l'Home, en francès Pic de Bacanère), també conegut com a Vacanera, és un cim de 2.193,2 m. a la frontera entre la Vall d'Aran i l'Alta Garona (França). Està situat al nord-oest de la comarca, entre els municipis de Bausen i Guaus de Luishon, i és el cim principal de la serra de Vacanera. Aquest cim està inclòs al llistat dels 100 cims de la FEEC

## Ruta
Des del poble de Bausen un camí mena fins al còth d'Estanhs, aleshores es puja per la suau carena de la serra de Vacanera fins a fer cim. Des d'Occitània només cal seguir el camí marcat pel GR10 des del poble d'Artiga.